# Liao Yiwu
Liao Yiwu (en chino tradicional y simplificado, 廖亦武; pinyin, Liào Yìwǔ, * 4 de agosto de 1958 en Yanting, Sichuan), conocido también como Lao Wei (老威), es un escritor, poeta y músico sichuanés (chino). Por su actitud crítica frente al gobierno, sus libros están prohibidos en la República Popular China. 
En 2012 recibió el Premio de la Paz del Comercio Librero Alemán.

## Actividad poética y detención
En los años 80, Liao era uno de los más conocidos poetas jóvenes de China, publicando regularmente en revistas literarias. Algunas de sus obras se publicaban en revistas clandestinas de literaturas, pues las autoridades chinas consideraban poemas al estilo occidental una polución intelectual. Por ello, desde 1987 Liao está englobado en China en la "Lista negra".

## Libros traducidos en español
- 2012: El paseante de cadáveres: Retratos de la China profunda (Sexto Piso) (panorama acerca de los usos y costumbres, la política y la sociedad en China)[2]
- 2015: Por una canción, cien canciones (Sexto Piso)
- 2016: Dios es rojo (Sexto Piso)